# Triboniophorus
Genre
Triboniophorus est un genre de limaces terrestres d'Océanie, un mollusque gastéropode pulmoné appartenant à la famille des Athoracophoridae, les limaces à nervure de feuille.

## Historique
Le genre Triboniophorus est décrit en 1863 par le zoologiste suisse genevois Aloïs Humbert (1829-1887),.

## Espèces
Ce genre comprend les espèces suivantes :
- Triboniophorus graeffei Humbert, 1863 – la limace à triangle rouge – espèce type[3]
- Triboniophorus sp. nov. 'Kaputar', une espèce rose fluorescent
- incertae sedis Triboniophorus brisbanensis Pfeiffer, 1900[4] (anatomie page 316.)

## Description
Ces limaces ne possèdent que deux tentacules (et non pas quatre). Comme les autres Athoracophoridae, elles ont sur le dos un motif qui ressemble aux nervures d'une feuille.